# چیسن بودجج
چیسن جیمز گلزمن بودجج ( ‎/ˈbuːtɪdʒədʒ/‎ BOOT-ih-jəj; né گلزمن؛ متولد ۲۳ ژوئن ۱۹۸۹) یک معلم، نویسنده و مدافع حقوق ال‌جی‌بی‌تی آمریکایی است. وی در جریان مبارزات انتخاباتی ریاست جمهوری پیت بودجج، مشاور، سخنگوی و کمپینر مبارزات انتخاباتی او در رسانه‌های اجتماعی بود. در سپتامبر ۲۰۲۰، بودجج اولین خاطرات خود را با نام چیزی دارم که به تو بگویم منتشر کرد.

## سنین جوانی و تحصیل
بودجج در ۲۳ ژوئن ۱۹۸۹ در تراوس سیتی، میشیگان به دنیا آمد. وی که از سه برادر دیگرش کوچکتر بود، در چامز کورنر، میشیگان در یک خانواده محافظه‌کار کاتولیک روم بزرگ شد. بودجج در نوجوانی در فروشگاه محصولات Cherry Republic و مزرعه گیلاس پدربزرگش در خلیج ساتونز بر روی تراکتور کار می‌کرد. او در جشنواره ملی گیلاس برنده یک روبان آبی شد.
بودجج در دبیرستان ارشد تراورس سیتی‌وست تحصیل کرد و سال آخر خود را به عنوان دانش‌آموز مبادله‌ای در آلمان گذراند. وی قبل از حضور در دانشگاه ویسکانسین-اوکلر، چند کلاس را در کالج نورث وسترن میشیگان گذراند. او در سال ۲۰۱۴ با مدرک لیسانس تئاتر و مطالعات جهانی فارغ‌التحصیل شد. بودجج سپس در دانشگاه دوپال در شیکاگو حضور یافت و در آنجا در سال ۲۰۱۷ مدرک فوق لیسانس آموزش را دریافت کرد. تابستان همان سال، بودجج دریافت مدرک MACTE/AMS را از دانشگاه زاویر آغاز کرد.

## حرفه
پس از فارغ‌التحصیلی از دانشگاه، بودجج به میلواکی نقل مکان کرد، و در آنجا به عنوان یک هنرمند به تدریس تئاتر کودک و نوجوان پرداخت.
وی در حالی که تحصیلات خود را در مقطع تحصیلات تکمیلی دنبال می‌کرد، در مدارس دولتی شیکاگو و ساوت بند معلم جانشین بود. در پاییز ۲۰۱۷، بودجج به عنوان یک معلم جوان علوم انسانی در آکادمی مونته سوری در میشاواکا، ایندیانا آغاز به کار کرد. او همچنین به تدریس تئاتر نیز می‌پرداخت و یک باشگاه تنوع را اداره می‌کرد. بودجج همچنین یک تئاتر بداهه را در منطقه شیکاگو و اطراف آن اجرا کرد. او برای حمایت از مبارزات انتخاباتی همسرش مرخصی گرفت. در ژانویه ۲۰۱۹، بودجج به عنوان مدیر برنامه درسی به تیم آموزش مدنی تئاتر ساوت بند پیوست.
در سال ۲۰۱۶، بودجج نماینده شهرستان سنت ژوزف بود. او از ۱ ژانویه ۲۰۱۶ تا ۱ ژانویه ۲۰۲۰ اولین آقای نخست ساوت بند، ایندیانا بود.

### انتخابات ریاست جمهوری سال ۲۰۲۰

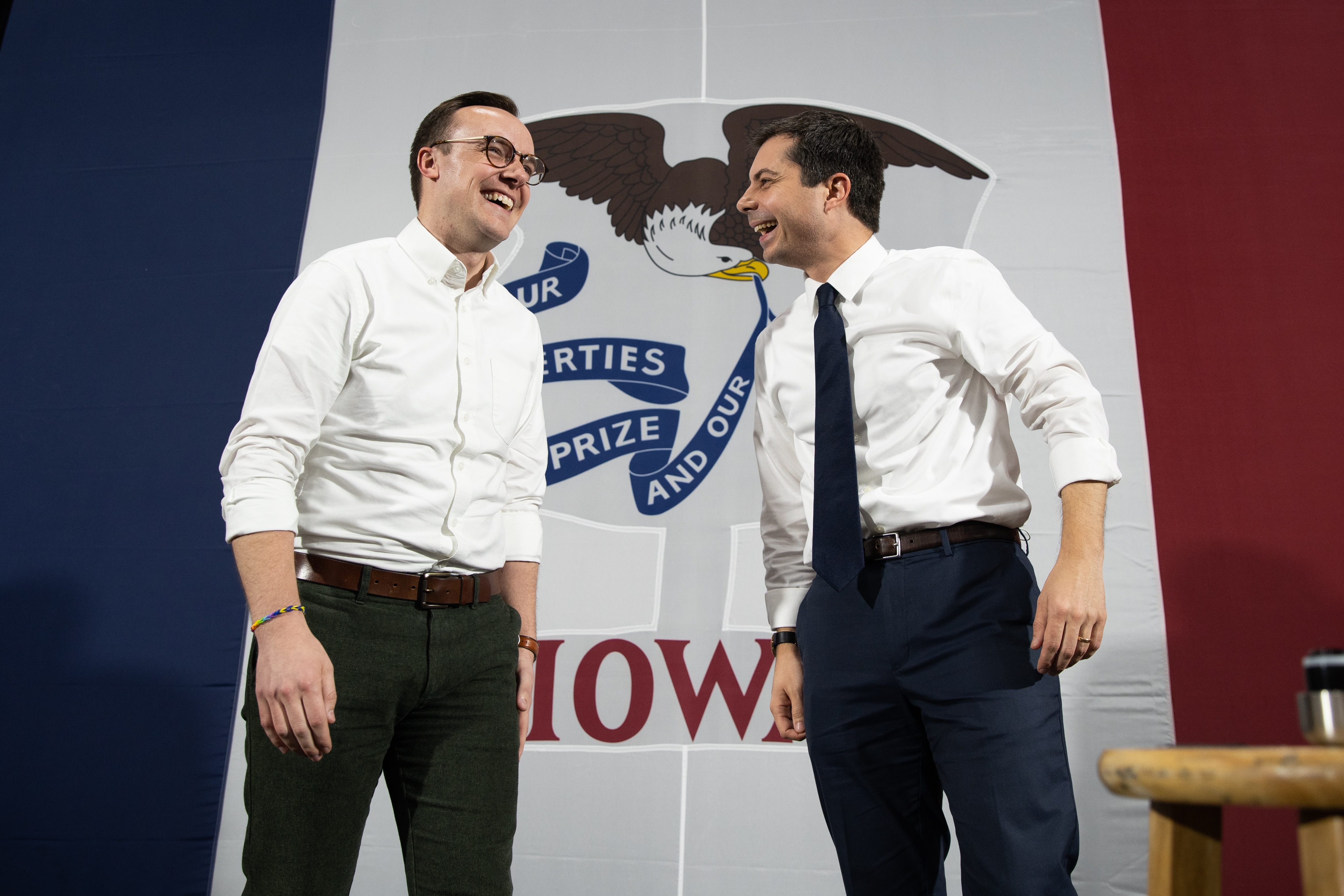
چیسن (چپ) و پیت بودجج در آیووا در سال ۲۰۱۹ در حال تبلیغات انتخاباتی

بودجج سخنگوی رقابت‌های انتخاباتی، مشاور، کمپینر مبارزات رسانه ای و همچنین قائم مقام همسرش برای مبارزات انتخاباتی او بود. در جریان انتخابات او را «سلاح روابط عمومی نه چندان مخفی» پیت نامیدند. اگر همسرش انتخاب می‌شد، او بر روی بهبود مدارس دولتی، آموزش هنر و بهداشت روانی به عنوان کارهایی که زیر نظر آقای اول بود تمرکز می‌کرد. وی همچنین از حقوق ال‌جی‌بی‌تی پشتیبانی می‌کند.
پس از کناره‌گیری همسرش از رقابت، هر دو از جو بایدن حمایت کردند و برای او کمپین تبلیغاتی به راه انداختند. پیت بودجج در پایان از نظر تعداد نمایندگان در جایگاه پنجم قرار گرفت. از زمان مبارزات انتخاباتی، بودجج، کاملا هریس و داگ امهاف را از دوستان نزدیک خود می‌داند.

### مبارزات انتخاباتی پس از ریاست جمهوری
بودجج برای ترم مجازی پاییز ۲۰۲۰ همکار مؤسسه سیاست هاروارد بود. در اول سپتامبر سال ۲۰۲۰، بودجج اولین کتاب خاطره خود را به نام چیزی دارم که به تو بگویم منتشر کرد. در آغاز، نسخه جلد گالینگور این کتاب در جایگاه ۱۲ فهرست کتاب‌های پرفروش نیویورک تایمز برای کتاب‌های غیر داستانی جلد گالینگور قرار گرفت. در دسامبر سال ۲۰۲۰، بودجج با انتقاد از اظهارات جوزف اپستین در مورد اعتبار علمی جیل بایدن، آن را نوعی تبعیض جنسیتی خواند.

## زندگی شخصی

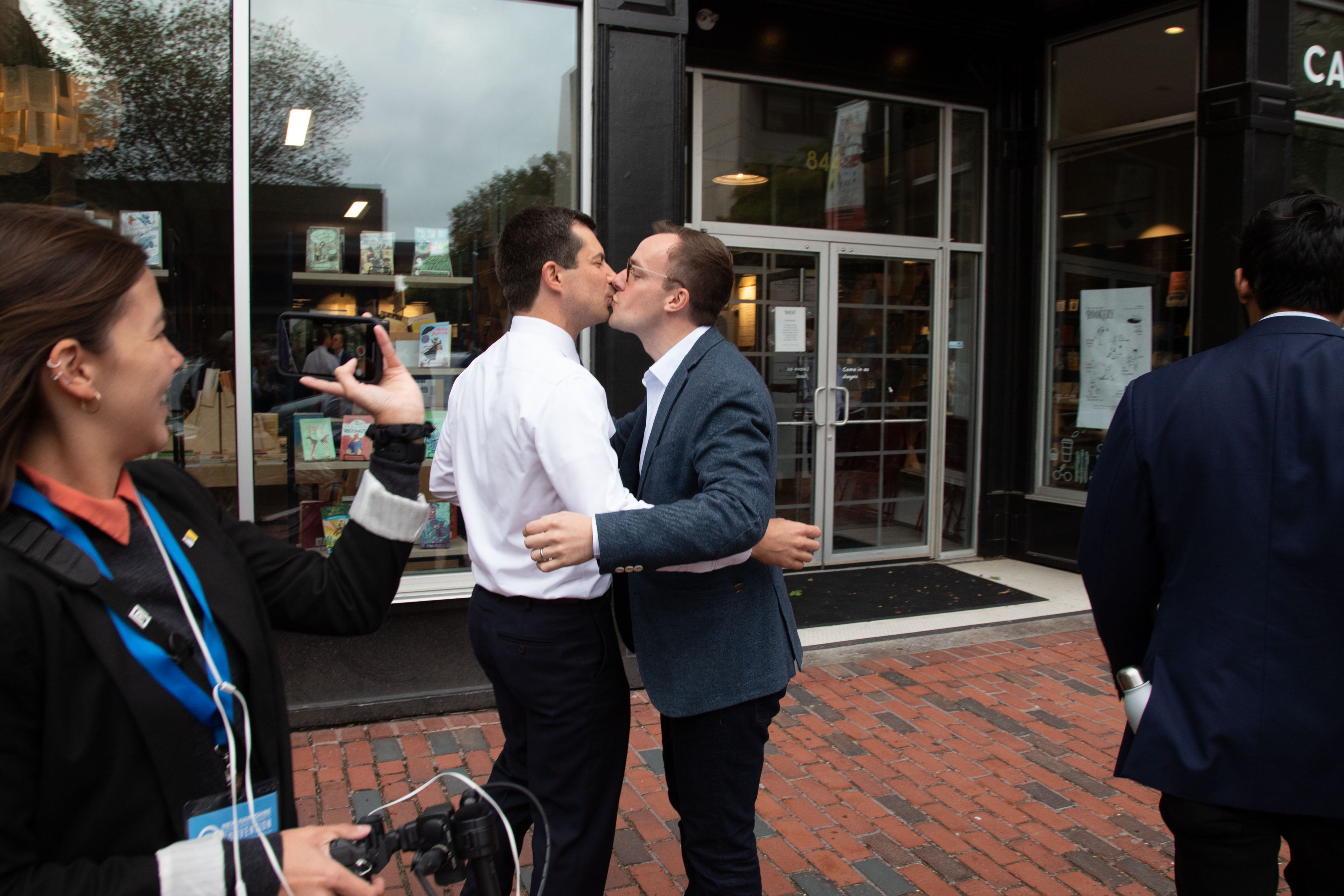
پیت و چیسن در سال ۲۰۱۹

بودجج در ۱۸ سالگی برای خانواده‌اش آشکارسازی کرد و خیلی زود از خانه خارج شد و با دوستان و در ماشین خود زندگی کرد. در سال ۲۰۲۰، بودجج در خاطرات خود گفت که در ۱۸ سالگی توسط یکی از دوستانش مورد تعرض جنسی قرار گرفته و این تجربه باعث شده تا او سالها احساس شرم کند. او اکنون رابطه خوبی با والدین خود دارد.
بودجج به همراه همسرش، پیت بودجج، که هم‌اکنون وزیر ترابری ایالات متحده است، در واشینگتن، دی.سی. زندگی می‌کند. این دو برای اولین بار در برنامه دوست‌یابی هینج در تابستان ۲۰۱۵ با یکدیگر دیدار کردند. آنها در ماه اوت در حالی که چیسن در مدرسه تحصیلات تکمیلی بود ملاقات کردند. آنها در دسامبر ۲۰۱۷ در فرودگاه بین‌المللی اوهر شیکاگو نامزد شدند و در ۱۶ ژوئن سال بعد در کلیسای جامع اسقفی سنت جیمز در ساوت بند ازدواج کردند. این دو نفر در مهمانی گی پراید ساوت بند به دنبال مراسم ازدواج خود ظاهر شدند.در ۱۷ اوت ۲۰۲۱، بودجج در حساب شخصی توییتر خود اعلام کرد که او و همسرش پدر شده‌اند. در ۴ سپتامبر، پیت بودجج عکسی از این زوج به همراه دوقلوهای تازه متولد شده، یک پسر و یک دختر، توییت کرد.

## آثار منتشر شده
- چیزی دارم که به تو بگویم: یک خاطره (۲۰۲۰)